# Yves Fourcade
Pour les articles homonymes, voir Fourcade.
Yves Fourcade, né le 26 décembre 1893 à Bordeaux et mort le 11 juin 1984 à Nice, est le chef de la police des étrangers du régime de Vichy. Il est révoqué puis mis a la retraite d’office en août 1944.

## Biographie
Yves Fourcade est né 26 décembre 1893 à Bordeaux. Il devient rédacteur au Ministère de l’Intérieur le 5 janvier 1920. Il devient directeur adjoint le 9 août 1938 puis Directeur le 19 août 1940. En 1944, il devient préfet de 1re classe hors cadre. Il est révoqué et mis à la retraite d’office en août 1944. Il est placé en disponibilité en 1955, et nommé préfet honoraire en 1958.

### Le Fichier Anti-"Métèques"
Depuis 1938, Yves Fourcade concocte un Fichier Anti-"Métèques" (Juifs en tête), avec la bénédiction de son supérieur Bussière.

### Visite dans les camps de travail
En décembre 1940, Yves Fourcade visite des camps de travail. Il décide de remédier avec vigueur contre l'oisiveté forcée des internés. Au sujet du camp du Vernet, il entrevoit pour les indésirables de participer à la construction d'un chemin de fer en Algérie.

### Rafle du 26 août 1942
Le 11 août 1942, Yves Fourcade, directeur de la police du territoire et des étrangers, planifie l’arrestation d’un millier d’hommes juifs du Groupement de travailleurs étrangers (GTE) aux environs du 23 août 1942, pour être acheminés en zone occupée.

### Carte d'identité de Français
En 1943, directeur de l'administration de la police à Vichy, il met en place la carte d'identité de Français